# Karmāla
Karmāla är en ort i Indien.   Den ligger i distriktet Solapur och delstaten Maharashtra, i den centrala delen av landet, 1 200 km söder om huvudstaden New Delhi. Karmāla ligger 559 meter över havet och antalet invånare är 22 809.
Terrängen runt Karmāla är platt. Runt Karmāla är det ganska tätbefolkat, med 179 invånare per kvadratkilometer. Det finns inga andra samhällen i närheten. Trakten runt Karmāla består till största delen av jordbruksmark.